# Zamach w Bolonii

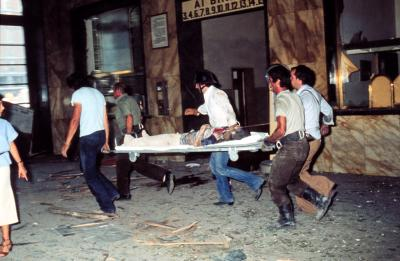
Ewakuacja rannych po zamachu

Zamach bombowy na dworcu kolejowym w Bolonii – 2 sierpnia 1980 roku o godz. 10:25 we włoskiej Bolonii członkowie neofaszystowskiego ugrupowania Zbrojne Komórki Rewolucyjne wysadzili w powietrze dworzec kolejowy. Zginęło 85 osób, a ponad 200 zostało rannych.
Zamach uznano za najbardziej brutalny akt terroru w powojennych Włoszech. Tragedię upamiętnia przykryty szkłem ślad po wybuchu na ścianie dworca. Zamach był jednym z licznych aktów terroru okresu lat ołowiu.

## Lista ofiar i ich wiek

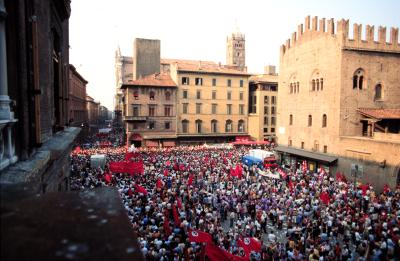
Pogrzeb ofiar zamachu

(Na podstawie: Bologna – 2 sierpnia 1980 – Associazioni Familiari vittime della strage alla stazione (wł.))

- Antonella Ceci, 19
- Angela Marino, 23
- Leo Luca Marino, 24
- Domenica Marino, 26
- Errica Frigerio, 57
- Vito Diomede Fresa, 62
- Cesare Francesco Diomede Fresa, 14
- Anna Maria Bosio, 28
- Carlo Mauri, 32
- Luca Mauri, 6
- Eckhardt Maeder, 14
- Margret Rohrs, 39
- Kai Maeder, 8
- Sonia Burri, 7
- Patrizia Messineo, 18
- Silvana Serravalli, 34
- Manuela Gallon, 11
- Natalia Agostini, 40
- Marina Antonella Trolese, 16
- Anna Maria Salvagnini, 51
- Roberto De Marchi, 21
- Elisabetta Manea , 60
- Eleonora Geraci, 46
- Vittorio Vaccaro, 24
- Velia Carli, 50
- Salvatore Lauro, 57
- Paolo Zecchi, 23
- Viviana Bugamelli, 23
- Catherine Helen Mitchell, 22
- John Andrew Kolpinski, 22
- Angela Fresu, 3
- Maria Fresu, 24
- Loredana Molina, 44
- Angelica Tarsi, 72
- Katia Bertasi, 34
- Mirella Fornasari, 36
- Euridia Bergianti, 49
- Nilla Natali, 25
- Franca Dall'Olio, 20
- Rita Verde, 23
- Flavia Casadei, 18
- Giuseppe Patruno, 18
- Rossella Marceddu, 19
- Davide Caprioli, 20
- Vito Ales, 20
- Iwao Sekiguchi, 20
- Brigitte Drouhard, 21
- Roberto Procelli, 21
- Mauro Alganon, 22
- Maria Angela Marangon, 22
- Verdiana Bivona, 22
- Francisco Gómez Martínez, 23
- Mauro Di Vittorio, 24
- Sergio Secci, 24
- Roberto Gaiola, 25
- Angelo Priore, 26
- Onofrio Zappalà, 27
- Pio Carmine Remollino, 31
- Gaetano Roda, 31
- Antonino Di Paola, 32
- Mirco Castellaro, 33
- Nazzareno Basso, 33
- Vincenzo Petteni, 34
- Salvatore Seminara, 34
- Carla Gozzi, 36
- Umberto Lugli, 38
- Fausto Venturi, 38
- Argeo Bonora, 42
- Francesco Betti, 44
- Mario Sica, 44
- Pier Francesco Laurenti, 44
- Paolino Bianchi, 50
- Vincenzina Sala, 50
- Berta Ebner, 50
- Vincenzo Lanconelli, 51
- Lina Ferretti, 53
- Romeo Ruozi, 54
- Amorveno Marzagalli, 54
- Antonio Francesco Lascala, 56
- Rosina Barbaro, 58
- Irene Breton, 61
- Pietro Galassi, 66
- Lidia Olla, 67
- Maria Idria Avati, 80
- Antonio Montanari, 86